# Épisodes de Cimarron
Cet article présente le guide des épisodes de la série télévisée Cimarron.

## Épisode 1:Journey to a Hanging
- États-Unis : 7 septembre 1967 sur CBS
- France : Inédit

- John Saxon (Screamer)
- Henry Silva (Ace Coffin)
- Michael Strong (Latch)
- William Bramley (Whiskey Jack)
- Shug Fisher (Smitty)
- Robert Sorrell (Bill Vincent)
- Rex Holman (Van Winger)
- George Keymas (David Penny)
- Gregg Palmer (Rocky)
- Margarita Cordova (La mexicaine du saloon)
- Roy Barcroft (Le vendeur)
- Jason Johnson (Le propriétaire de l'épicerie)
- Nacho Galindo (Le barman)
- Ed McCready (Le batteur)
- Dick Farnsworth (Dusty Rhodes)
- Tom Sweet (Max Stuhldreyer)
- Bill Hart (Kid Slaughter)
- Walt LaRue (Pike Landusky)
- Richard Hudkins (Red Bates)

## Épisode 2:La Légende de Jud Starr
- États-Unis : 14 septembre 1967 sur CBS
- France : 23 août 1974 sur la première chaîne de l'ORTF

- Darren McGavin (Jud Starr)
- BarBara Luna (Roseanne Todd)
- Beau Bridges (Billy Joe Show)
- Roy Jenson (Bloody Bob Agnew)
- Kelly Thordse (Moose O'Hare)
- Ken Renard (Chef Henry Youngblood)
- Richard Anderson (Morgan Challes)

## Épisode 3:Soir de fête
- États-Unis : 21 septembre 1967 sur CBS
- France : 2 juillet 1977 sur la première chaîne de l'ORTF

- Pat Hingle (Mike McQueen)
- Steve Forrest (Wiley Harpe)
- Larry Gates (Kilgallen)
- Arch Johnson (Parson Endicott)
- Karl Swenson (docteur Kihlgren)
- Warren Vanders (Thatch)
- Tim O'Kelly (Jing McQueen)
- Harry Harvey (Le cheminot)
- Joel Fluellen (Le porteur de bagages)
- Al Wyatt (Case)
- Royal Dano (Matthew Mark Lukenjohn)
- Aubrey Edwards (Le premier homme)
- Ed Barth (Le second homme)

## Épisode 4:The Battleground
- États-Unis : 28 septembre 1967 sur CBS
- France : Inédit

- Telly Savalas (Bear)
- Warren Oates (Mobeerie)
- R. G. Armstrong (William Payne)
- Andrew Duggan (major Ben Covington)
- Robert J. Wilke (Hardy Miller)
- Hal Needham (Yewcic)
- Richard Farnsworth (Benefiel)
- John Hudkins (Chalk)
- Buff Brady (Wallant)
- Jerry Brown (Lillard)
- Seymour Cassel (Spock)
- Natividad Vacio (Ciego)
- Link Wyler (L'aide soignant)
- Arthur Bernard (Le conducteur)
- Zack Hank (Le premier colon)
- Robert Folkerson (Le second colon)
- David Gross (Le premier fermier)
- Ross Dollarhyde (Le second fermier)
- Joe Ferrante (Le premier homme)
- Carol Henry (Le second homme)
- John Milford (Wooley)
- L.Q. Jones (Barnes)

## Épisode 5:Chasse à l'homme
- États-Unis : 5 octobre 1967 sur CBS
- France : 20 septembre 1974 sur la première chaîne de l'ORTF

- David Carradine (Gene Gauge)
- Steve Ihnat (Felix Gauge)
- James Gregory (Buckman)
- Bill Fletcher (Harlin)
- Arthur Batanides (Woods)
- Dennis Cross (Aaron)
- Richard Angarola (Padre)
- Victor Tayback (Mulady)
- Joel Fluellen (Le propriétaire du saloon)
- Tom Palmer (Booth)
- Charles Wagenheim (un chercheur d'or)

## Épisode 6:Les Vieux de la vieille
- États-Unis : 12 octobre 1967 sur CBS
- France : 30 août 1974 sur la première chaîne de l'ORTF

- Gene Evans (Wildcat Gallagher)
- Henry Wilcoxon (Ghost Wolf)
- Michael J. Pollard (Bert)
- James Hampton (Sam)
- Richard X. Slattery (Max)
- Tom Nardini (John Wolf)

## Épisode 7:Whitey
- États-Unis : 19 octobre 1967 sur CBS
- France : 6 septembre 1974 sur la première chaîne de l'ORTF

- Peter Kastner (Robert "Whitey" White)
- John Anderson (Arn Tinker)
- James Almanzar (Rosario)
- Michael Mikler (Beau Tinker)
- Fred Coby (Ramey)
- Glen Vernon (Carpenter)
- Meg Wyllie (Mlle Becker)
- Robert B. Williams (Le shérif Mackfin)

## Épisode 8:Le Râleur
- États-Unis : 2 novembre 1967 sur CBS
- France : 25 octobre 1974 sur la première chaîne de l'ORTF

- Richard Boone (Sergent Bill Disher)
- Robert Duvall (Joe Wyman)
- Morgan Woodward (Walter Forcey)
- Ed Flanders (Arliss Blynn)
- Andrew Duggan (Major Ben Covington)
- Med Flory (Newton)

## Épisode 9:Poursuite
- États-Unis : 9 novembre 1967 sur CBS
- France : 13 septembre 1974 sur la première chaîne de l'ORTF

- Joseph Cotten (Docteur Tio)
- Martha Scott (Madame Kihlgren)
- Jim Davis (Clo Vardeman)
- Jonathan Lippe (Kerwin Vardeman)
- Zalman King (Strawdy Vardeman)
- Richard O'Brien (Ben Lorton)
- Charles Seel (Rucldes)
- Amzie Strickland (Madame Andrews)
- Harry Lauter (Wisler)
- James Gavin (Herald)
- Arthur Hansen (Andrews)
- L.Q. Jones (Lummy)

## Épisode 10:Till The End of the Night
- États-Unis : 16 novembre 1967 sur CBS
- France : Inédit

- Suzanne Pleshette (Sarah Lou Burke)
- Clifton James (le shérif Hawkes)
- Harry Dean Stanton (Luther Happ)
- Victor French (Rare Coleman)
- D'Urville Martin (le messager)

## Épisode 11:Le Monstre de la vallée
- États-Unis : 30 novembre 1967 sur CBS
- France : 1er novembre 1974 sur la première chaîne de l'ORTF

- Lola Albright (Stacey Houston)
- Leslie Nielsen (Rowan Houston)
- Simon Oakland (Joshua Broom)
- Royal Dano (Le promeneur)
- Gail Kobe (Johanna Huston)
- Paul Carr (Morgan Huston)

## Épisode 12:Nobody
- États-Unis : 7 décembre 1967 sur CBS
- France : Inédit

- Warren Oates (Mobeerie)
- William C. Watson (Burke Stegman)
- Richard Bakalyan (Colly Sims)
- Ken Swofford (Christie)
- Hal Smith (Harvey)
- Dabbs Greer (Le juge)

## Épisode 13:The Last Wolf
- États-Unis : 14 décembre 1967 sur CBS
- France : Inédit

- Albert Salmi (Sam Gallatin)
- Robert J. Wilke (Hardy Miller)
- Morgan Woodward (Bill Henderson)
- Denver Pyle (Charley Austin)
- Tom Reese (Pete Spurber)
- Stanley Clements (the Kiowa Kid)
- Laurie Mock (Mary Varner)
- Lane Bradford (Brom)

## Épisode 14:Huit Ans après
- États-Unis : 21 décembre 1967 sur CBS
- France : 8 novembre 1974 sur la première chaîne de l'ORTF

- J.D. Cannon (Bo Woodard)
- Lyle Bettger (Tate)
- Larry Pennell (Rapp)
- Anthony James (Benji)
- Gregg Palmer (Buford)
- Tom Brown (le shérif Phillips)
- Burt Mustin (Ruckles)
- James Tartan (Tullis)
- Marj Dusay (Zena)
- Jackie Searl (Jack)

## Épisode 15:The Judgment
- États-Unis : 4 janvier 1968 sur CBS
- France : Inédit

- James Stacy (Joe Bravo)
- Burr DeBenning (Emmet Lloyd)
- Leonard Stone (le juge Samuel Gilroy)
- Don Keefer (Bolt)
- Solomon Sturges (Sandy)
- Kip Whitman (Jerry)

## Épisode 16:La Folie de l'or
- États-Unis : 11 janvier 1968 sur CBS
- France : 28 septembre 1974 sur la première chaîne de l'ORTF

- Robert Lansing (Darcy)
- Slim Pickens (Grimes)
- Bob Random (Le Kid)
- William Bramley (Fargo Jones)
- Russell Thorson (Hank Martin)

## Épisode 17:Reste dans ta réserve
- États-Unis : 18 janvier 1968 sur CBS
- France : 4 octobre 1974 sur la première chaîne de l'ORTF

- Tuesday Weld (Heller)
- Morgan Woodward (Logan Purcell)
- Robert Phillips (Matt Sherman)
- Bernie Hamilton (Ollie Whippet)
- Valentin de Vargas (Willie Snake)
- Charles Kuenstle (Hawk Richards)
- Maggie Thrett (Red Deer)
- Bobby Clark (Ab Calburn)

## Épisode 18:Knife in the Darkness
- États-Unis : 25 janvier 1968 sur CBS
- France : Inédit

- Jennifer Billingsley (Josie)
- David Canary (Tal St. James)
- Philip Carey (Kaliman)
- Jeanne Cooper (Pony Jane)
- Patrick Horgan (Tipton)
- George Murdock (Bladgey)
- Tom Skerritt (Enoch Shelton)

## Épisode 19:Sound Of A Drum
- États-Unis : 1er février 1968 sur CBS
- France : Inédit

- Steve Forrest (Sergent Clay Tyce)
- Gerald S. O'Loughlin (Major Boyd Chambers)
- Lloyd Gough (Capitaine Bragg)

## Épisode 20:Big Jessie
- États-Unis : 8 février 1968 sur CBS
- France : Inédit

- Jack Elam (Moon)
- Mariette Hartley (Jessie Cabot)
- Donnelly Rhodes (Bill Baylor)
- Eddie Hodges (Bud Baylor)
- Richard O'Brien (Chandler)
- Timothy Carey (Lobo)

## Épisode 21:The Blue Moon Train
- États-Unis : 15 février 1968 sur CBS
- France : Inédit

- Broderick Crawford (Joe Lehigh)
- Kevin Hagen (Dum Dum)
- Donald « Red » Barry (Kedge)

## Épisode 22:Sans honneur
- États-Unis : 29 février 1968 sur CBS
- France : 11 octobre 1974 sur la première chaîne de l'ORTF

- Andrew Duggan (major Ben Covington)
- Jon Voight (Soldat Bill Mason)
- Chester Morris (George Deeker)
- Paul Mantee (Lane Bardeen)
- Don Pedro Colley (Cully)

## Épisode 23:Faux Témoignage
- États-Unis : 7 mars 1968 sur CBS
- France : 18 octobre 1974 sur la première chaîne de l'ORTF

- Mark Lenard (Jared Arlyn)
- Peter Jason (David Arlyn)
- Donna Baccala (Ruth Arlyn)
- Dan Ferro (Will Arlyn)
- Shug Fisher (Pinky)
- Dub Taylor (Owley)
- David Brian (Turnbull)